# Xantocillina
La xantocillina, nota anche come xantocillina X, è il primo composto organico di origine naturale contenente il gruppo funzionale isocianuro ad essere stato identificato. Fu isolato per la prima volta da Rothe nel 1950 dal Penicillium notatum Westling. In seguito fu isolato da varie altre specie.
È noto che la xantocillina ha proprietà antibiotiche ed è epatotossica per gli animali.